# گمینا موخووو
گمینا موخووو (به لهستانی:  Gmina Mochowo) یک گمینا در لهستان است که در شهرستان شرپتس واقع شده‌است. گمینا موخووو ۱۴۳٫۵۷ کیلومتر مربع مساحت و ۶٬۲۴۹ نفر جمعیت دارد.